# Вукајлија
Вукајлија је веб-сајт на српском језику првобитно замишљен као речник сленга, а надахнут Урбаним речником. Међутим, с временом је постао збирка углавном духовитих дефиниција разних појмова из свакодневног живота. Сам назив Вукајлија је игра речима која се заснива на премештању слова у презимену српског лексикографа Милана Вујаклије.
Вукајлија се одликује актуелношћу и духовитим освртима на друштвене, културне, спортске и политичке догађаје. Веб-сајт је настао почетком 2007. иницијативом програмера Дејана Симића из Панчева, који је уједно и власник портала. С временом, осим „дефиниција”, корисницима је до почетка 2017. године била отворена и могућност постављања „постера” (духовитих слика с пропратним текстом) и „реакције” (кратак гиф с одговарајућим описом). Сајт поседује и пропратни форум.
Многи други хумористички пројекти, попут „Тарзаније” (и после „Дневњака”) и „Пује Шотке”, настали су на темељу Вукајлије.
Пролећа 2019. укинути су модераторски налози, те један администратор (Kaizen) управља целим сајтом.